# Ilarion Ciobanu
Ilarion Ciobanu (n. 28 octombrie 1931, Ciucur, județul interbelic Tighina, România – d. 7 septembrie 2008, București, România) a fost un actor român celebru. A semnat, de asemenea, regia a două filme. În anii 1950 a avut și o carieră de rugbist. A fost singurul actor român care s-a dedicat în totalitate filmului.

## Viața
Ilarion Ciobanu s-a născut la Ciucur-Mingir, în județul Tighina (acum raionul Cimișlia), pe atunci parte a României. A copilărit la Constanța, pe malul mării. La 12 ani a intrat băiat de prăvălie, după care o urmat "o lungă caravană de meserii: hamal, țăran cu sapa, tractorist, miner, săpător, tâmplar, șofer, marinar, pescar" până în anul 1958, când intră la IATC, pe care însă nu l-a absolvit, pentru că a avut de ales între a face Setea (1961) și a urma institutul. Ulterior, s-a angajat ca electrician la Teatrul Municipal. După care a fost trecut pe post de „actor corp ansamblu”, lucru care l-a îndepărtat definitiv de teatru.

## Cariera sportivă
Ca rugbist și-a făcut debutul în 1948, la Știința București, sub îndrumarea antrenorului Gustav Fanella. Se transferă apoi la Dinamo București, unde cunoaște consacrarea ca sportiv. Ultima parte a carierei a petrecut-o la Progresul București (1959-1962). Jucător de linia a II-a, cunoscut de apropiați sub porecla „Claris”, Ilarion Ciobanu era socotit atunci un înaintaș de temut, greu de trecut, pe cât de dur în sensul bun al cuvântului, pe atât de corect.

## Cariera artistică

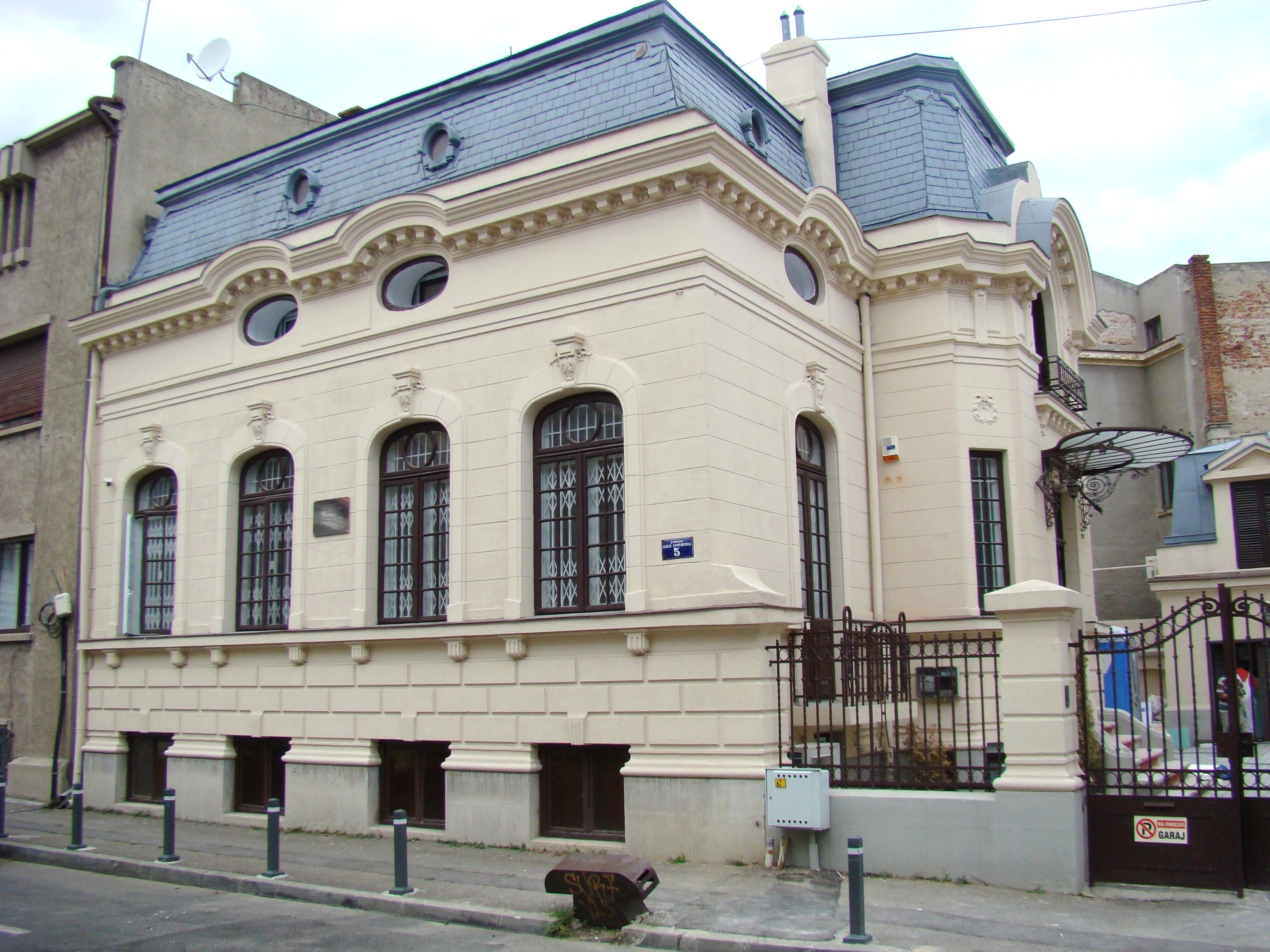
Casa din București în care a locuit Ilarion Ciobanu

A debutat în 1959 în scurt metrajul Într-o dimineață, după ploaie, în regia lui Manole Marcus, în rolul unui zidar pe o casă. Debutul cinematografic al actorului s-a produs la vârsta de 30 de ani în filmul Setea, în care a jucat alături de Ion Besoiu și Amza Pellea, respectiv alături de Ștefan Ciubotărașu și George Calboreanu în Omul de lângă tine. Au urmat apoi mai bine de 60 de filme în care actorul Ilarion Ciobanu a deținut roluri principale. A fost, de asemenea, regizor al filmelor Omul de lângă tine și Mara. După 1989, Ilarion Ciobanu a continuat să joace doar ocazional în filme precum Crucea de piatră, Terente, regele bălților, Tancul și Bored.
La Prima ediție a Festivalului Internațional de Film București, BiFEST, în 2004, actorul a primit Premiul de Excelență pentru contribuția sa în arta cinematografiei, moment în care cei prezenți l-au aplaudat în picioare minute în șir.
Ilarion Ciobanu a decedat în dimineața zilei de 7 septembrie 2008, răpus de cancer faringian . Potrivit propriei dorințe, corpul său a fost incinerat la Crematoriul Vitan Bârzești, iar cenușa a fost aruncată în Marea Neagră.
Ilarion Ciobanu a avut trei soții. Prima soție, o profesoară de franceză, a doua soție, Tamara Barna, iar a treia, Marion Ciobanu. Din ultima căsătorie are un fiu, Ioachim.

## Filmografie
- Setea (1961) - Mitru Moț
- Omul de lângă tine (1961)
- Poveste sentimentală (1961)
- Lupeni 29 (1962)
- Cartierul veseliei (1965)
- Golgota (1966)
- Răscoala (1966)
- Șopârla (1966)
- Vremea zăpezilor (1966)
- Subteranul (1967)
- Apoi s-a născut legenda (1968)
- K.O. (1968)
- Columna (1968) - Gerula
- Baltagul (1969)
- Războiul domnițelor (1969)
- Doi bărbați pentru o moarte (1970)
- Pădurea pierdută (1971)
- Mihai Viteazul (1971) - Stroe Buzescu
- Facerea lumii (1971)
- Asediul (1971)
- Frații (1971)
- Oamenii nu sunt capre (1971)
- Cu mîinile curate (1972) - comisarul Roman
- Drum în penumbră (1972)
- Ultimul cartuș (1973) - comisarul Roman
- Conspirația (1973) - comisarul Roman
- Departe de Tipperary (1973) - comisarul Roman
- Capcana (1974) - comisarul Roman
- Nemuritorii (1974) - stegarul Vasile
- Pe aici nu se trece (1975)
- Cantemir (1975)
- Mușchetarul român (1975)
- Orașul văzut de sus (1975)
- Toate pînzele sus (serial TV, 1977) - Gherasim (ep. 1-12)
- Trepte pe cer (1978)
- Profetul, aurul și ardelenii (1978) - Traian Brad
- Pentru patrie (1978)
- Gustul și culoarea fericirii (1978)
- Ecaterina Teodoroiu (1978)
- Din nou împreună (1978)
- Avaria (1978) - Teodosie Lazăr
- Dincolo de orizont (1978)
- Mihail, cîine de circ (1979)
- Audiența (1979)
- Omul care ne trebuie (1979)
- Rug și flacără (1980)
- Tridentul nu răspunde (1980)
- Artista, dolarii și ardelenii (1980) - Traian Brad
- Pruncul, petrolul și ardelenii (1981) - Traian Brad
- Iancu Jianu zapciul (1981)
- O lume fără cer (1981)
- Acasă (1984)
- Fapt divers (1985)
- Rîdeți ca-n viață (1985)
- Bătălia din umbră (1986)
- Cetatea ascunsă (1987)
- Umbrele soarelui (1988)
- O vară cu Mara (1989)
- Misiunea (1989) - serial TV
- Șobolanii roșii (1990)
- Crucea de piatră (1994) - Fane
- Terente, regele bălților (1995)
- Ochii care nu se văd (1996) - Bunicul
- Tancul (2003)
- Bored (2004) - God
- La urgență (serial TV) (2006) - tatăl Oanei

## Publicații
- Un far la pensie, Editura Junimea, 1980

## Premii și distincții
Președintele României Ion Iliescu i-a conferit artistului Ilarion Ciobanu la 7 februarie 2004 Ordinul Meritul Cultural în grad de Comandor, Categoria D - "Arta Spectacolului", „în semn de apreciere a întregii activități și pentru dăruirea și talentul interpretativ pus în slujba artei scenice și a spectacolului”.